# 新型コロナ-専門家を問い質す
『新型コロナ-専門家を問い質す』（しんがたコロナ-せんもんかをといただす）とは、2020年11月18日に発売された書籍の名称。レーベルは光文社。著者は小林よしのり、泉美木蘭の2人。内容は日本における新型コロナの真の姿を解き明かすことを目的としたノンフィクション対談。